# Dragan Bogavac
Dragan Bogavac est un footballeur international monténégrin né le 7 avril 1980 à Bijelo Polje en Yougoslavie (auj. au Monténégro). Il évoluait au poste d'attaquant.

## Palmarès

### Étoile rouge de Belgrade
- Champion de Serbie-Monténégro en 2004
- Vainqueur de la Coupe de Serbie-Monténégro en 2002 et en 2004